# Daley Thompson's Decathlon
Daley Thompson's Decathlon és un videojoc desenvolupat i llançat sota llicència per Ocean Software el 1984. Es va llançar arran de la popularitat de Daley Thompson després de les seves medalles d'or al decatló als Jocs Olímpics d'estiu de 1980 i 1984. Un segon joc, Daley Thompson's Super-Test, es va llançar l'any següent i el tercer títol, Daley Thompson's Olympic Challenge, es va llançar el 1988 coincidint amb els Jocs Olímpics d'Estiu de 1988.

## Joc
El jugador participa en els deu esdeveniments del decatló modern:
- Dia 1: 100 metres llisos, salt de llargada, llançament de pes, salt d'alçada i 400 metres llisos
- Dia 2: 110 metres tanques, perxa, llançament de disc, javelina i 1.500 metres

El jugador comença el joc amb tres vides; el no assoliment de l'estàndard mínim en un esdeveniment comporta la pèrdua d'una vida. La superació després de la darrera prova de 1500 metres fa que el joc torni al primer dia per repetir els esdeveniments amb criteris de qualificació més difícils.
Depenent de l'ordinador, la simulació de les curses fins a 400 metres es fa prement dues tecles (que representen la cama esquerra i la dreta) alternativament i el més ràpidament possible o movent el joystick d'un costat a un altre el més ràpid possible. El joc es va guanyar ràpidament una reputació entre els jugadors com a "assassí del joystick" a causa del constant i vigorós moviment del joystick requerit durant molts dels esdeveniments.
La versió Spectrum va ser el primer joc que va utilitzar Speedlock, un carregador ràpid a l'ordinador.

## Música
La banda sonora de la versió C64 del joc va ser composta per David Dunn. La música d'introducció, de Martin Galway, es basa en la peça de Música electrònica de 1978 "Rydeen" de Yellow Magic Orchestra (YMO).

## Recepció
Sinclair User va donar al joc una puntuació de 8/10. El joc va guanyar el premi al Millor Joc d'Arcade (global) de la revista Crash als Readers Awards de 1984 i va ser el Millor Joc d'estil Arcade de l'Any als Golden Joystick Awards.
El 2017, el joc es va col·locar a la llista dels "10 games that defined the ZX Spectrum" (10 jocs que van definir el ZX Spectrum" d'Eurogamer.